# John Devitt
John Thomas Devitt (ur. 4 lutego 1937 w Granville w Nowej Południowej Walii, zm. 17 sierpnia 2023 w Sydney) – australijski pływak, wielokrotny medalista olimpijski.
Specjalizował się w stylu dowolnym. W igrzyskach brał udział dwukrotnie, startował w Melbourne i Rzymie, łącznie zdobył cztery medale. Podczas IO 56 zdobył złoto w sztafecie oraz srebro na dystansie 100 m kraulem. Podczas igrzysk w Rzymie wywalczył tytuł na swym koronnym dystansie 100 metrów i brąz w sztafecie. W 1958 r. zdobył trzy złote medale podczas Commonwealth Games.
Po zakończeniu kariery był działaczem Australijskiego Komitetu Olimpijskiego, brał udział w organizacji igrzysk olimpijskich w Sydney.

## Starty olimpijskie
Melbourne 1956
- 4 × 200 m  kraulem – złoto
- 100 m kraulem – srebro

Rzym 1960
- 100 m kraulem – złoto
- 4 × 200 m  kraulem – brąz